# Johnny English Reborn
Johnny English Reborn är en brittisk film från 2011 i regi av Oliver Parker med bland andra Rowan Atkinson, Gillian Anderson och Rosamund Pike i huvudrollerna. Det är uppföljaren till succéfilmen Johnny English från 2003. Filmen hade svensk premiär den 7 oktober 2011, medan den hade premiär redan den 16 september samma år i USA.

## Handling
Sir Johnny English är fortfarande en klumpig, brittisk MI7-agent som nu blir indragen i en sammansvärjning av ett gäng lönnmördare som tänker döda den kinesiska premiärministern.

## Produktion

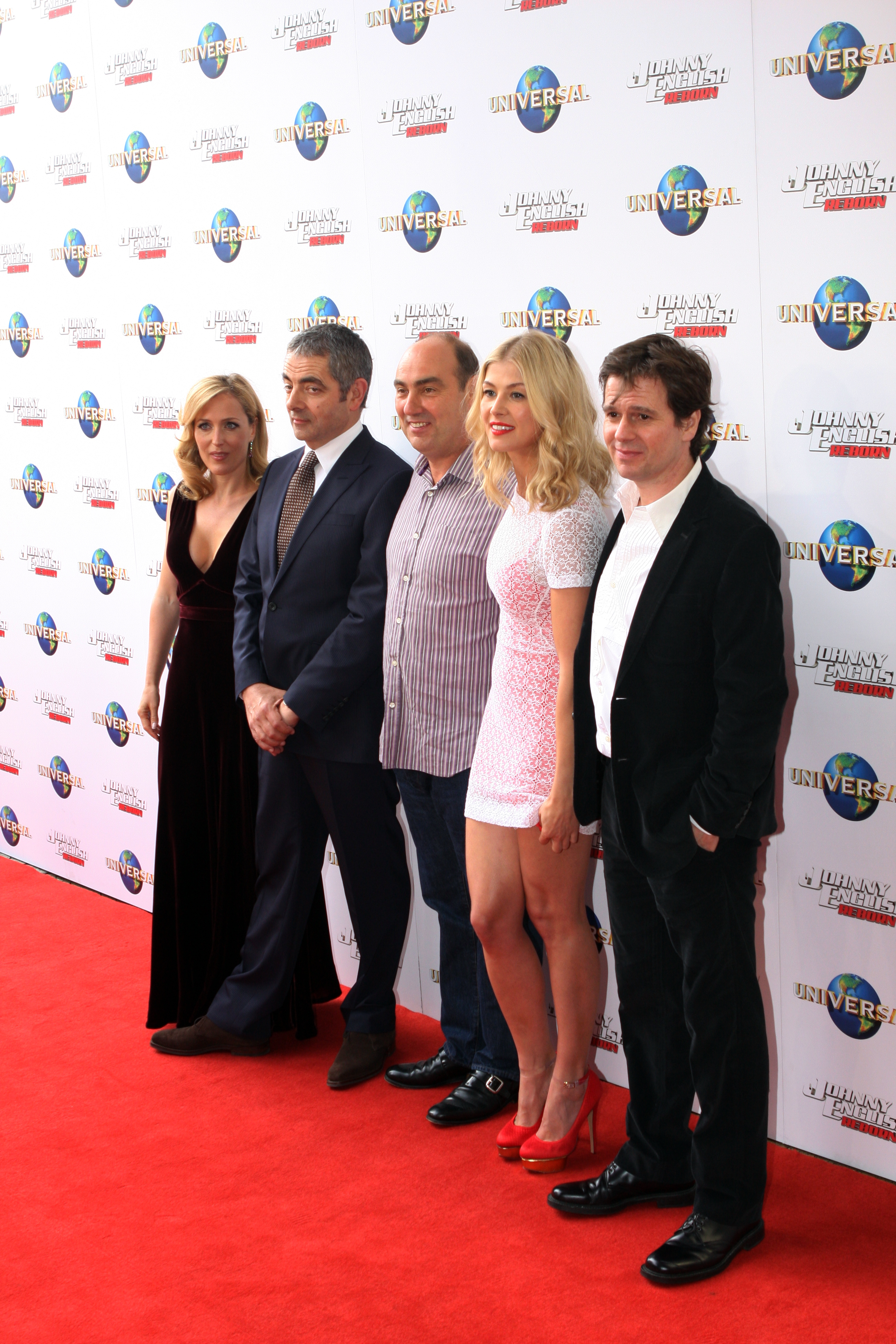
Huvudskådespelarna i "Johnny English Reborn" vid filmpremiären i Sydney, Australien.

I april 2010 meddelade Universal Pictures att de skulle börja producera en uppföljare till Johnny English, sju år efter första filmen haft premiär. Inspelningarna startade i London och i Hongkong i september samma år.

## Rollista i urval
- Rowan Atkinson - Sir Johnny English
- Gillian Anderson - Pamela Head, MI7 Secret Agent
- Rosamund Pike - Kate Sumner
- Dominic West - Simon Ambrose
- Daniel Kaluuya - Agent Tucker
- Richard Schiff - Fisher
- Tim McInnerny - Patch Quartermain
- Togo Igawa - Ting Wang
- Chris Jarman - Michael Tembe
- Joséphine de La Baume - Madeleine
- Tasha de Vasconcelos - Countess Alexandra
- Ian Shaw - Agent 2
- Stephen Campbell Moore - Premiärministern
- Rupert Vansittart
- Marsha Fitzalan
- Pik-Sen Lim
- Ben Miller - Angus Bough